# 艾思定

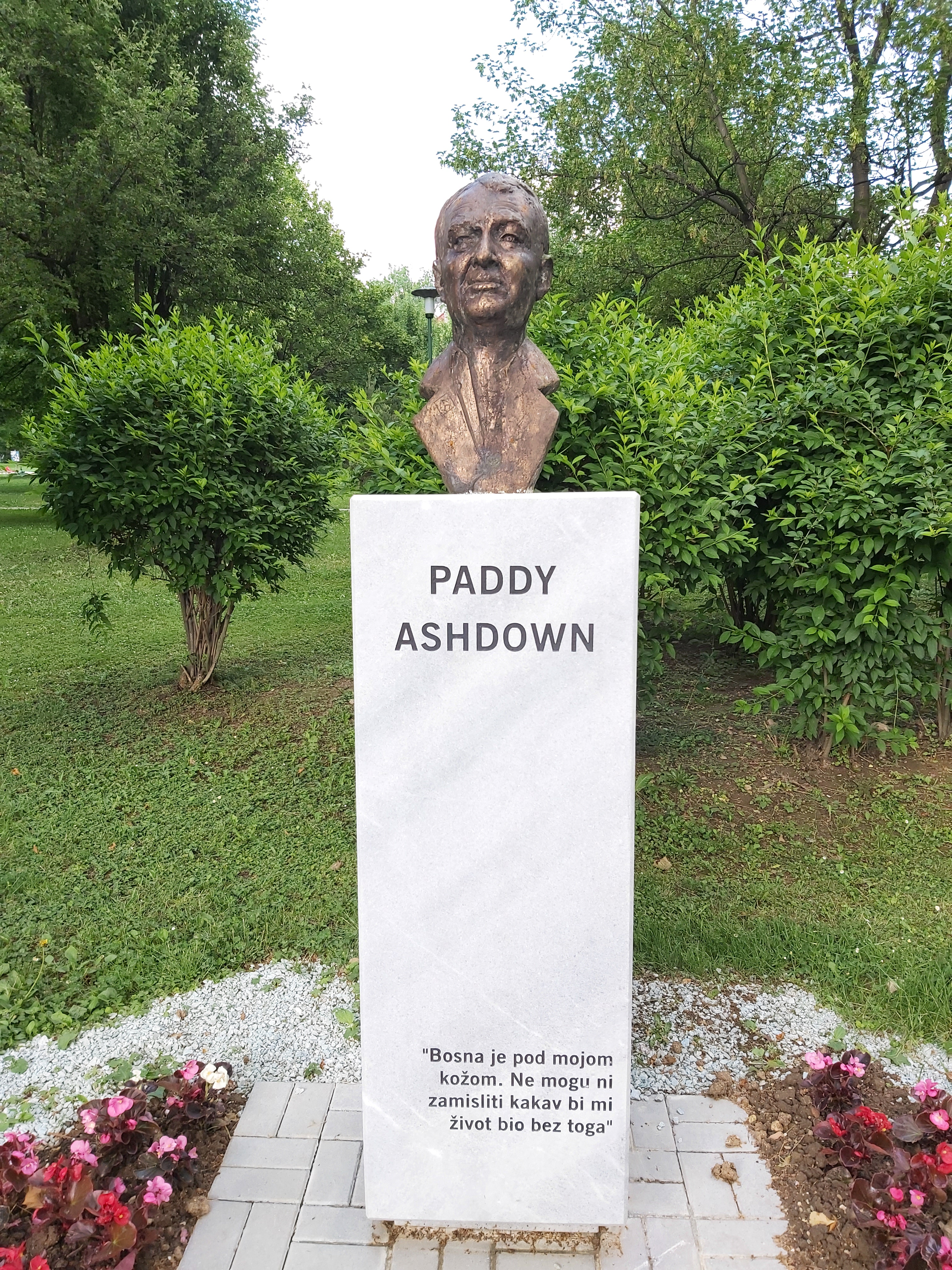
艾思定, 塞拉耶佛

哈姆登下諾頓的艾思定男爵，GCMG CH KBE PC（1941年2月27日—2018年12月22日），別名柏迪（Paddy），英國政治人物、外交官，曾在1988年至1999年8月間擔任自由民主黨黨魁。
艾思定在從政前，曾在英國皇家海軍陸戰隊和特殊舟艇隊服役，亦曾擔任情報人員。艾思定在1983年至2001年間擔任約維爾選區國會議員，其後在2002年5月27日至2006年5月30日期間擔任國際社會駐波黑高級代表。他曾在2015年大選期間擔任自由民主黨選舉委員會主席。

## 生平

### 早年生涯
艾思定在1941年2月27日生於英屬印度新德里，其父約翰·威廉·李察·杜咸·艾思定（John William Richard Durham Ashdown）為一名服役於旁遮普第14軍團和皇家印度陸軍服務團的印度陸軍軍官，其母則為亞歷山德拉皇后皇家陸軍護理隊的護士。他是家中長子，另有4個弟弟和2個妹妹。艾思定在北愛爾蘭多納哈迪長大，曾經在當地就讀小學，其後前赴班戈入讀加斯學校並在該校寄宿，之後在1952年前赴英格蘭入讀貝德福學校，並在就讀該校期間取得「柏迪」的別名。

### 軍事生涯
在其父生意失敗之後，艾思定雖然獲得海軍獎學金分擔學費，但仍在投考普通教育高級程度證書之前離開貝德福學校，並在1959年加入英國皇家海軍陸戰隊，直至1972年退役。他曾在印馬對抗期間的婆羅洲和波斯灣服役，其後在1965年加入特殊舟艇隊，領導該隊的遠東部門，並獲培訓為蛙人。他在1967年在香港修讀中文傳譯課程，其後在1970年返回英國，並領導在貝爾法斯特的皇家海軍陸戰隊部門。

### 外交生涯
在離開皇家海軍陸戰隊後，艾思定加入秘密情報局，並同時加入外交及聯邦事務部，在瑞士日內瓦擔任英國常駐聯合國代表團一等秘書。任職時間，他曾負責處理英國與部份聯合國組織的關係，包括部份國際條約的談判，以及1975年赫爾辛基協議的籌備工作。

### 早年政治生涯
艾思定仍在海軍陸戰隊時，曾經是工黨的支持者，但在1975年開始改為支持自由黨。1974年，當時與家人在瑞士居住的艾思定看到英國在同一年內連續出現兩次大選之後，決定遷回英國並從政。他表示雖然其朋友認為他離開外交崗位從政的決定是「完全瘋狂」，但他覺得他自己有一份「使命感」。
1976年，艾思定獲自由黨推選為森麻實郡約維爾選區的潛在候選人。該選區的自由黨候選人曾分別在1974年2月和同年10月大選中分別得票第二及第三，而該選區自1918年創立起，均由保守黨取得議席。在1979年大選中，艾思定得票第二，超越得票第三的工黨候選人9%，而尋求連任的保守黨候選人約翰·佩頓則以11382票的多數票優勢當選。佩頓其後在1983年大選不再尋求連任，並成為終身貴族。與此同時，艾思定在約維爾選區舉行競選活動多年後，亦開始獲得支持。在該屆大選中，艾思定以超過3000票多數票優勢取得議席，而工黨在該屆得票率下跌至5.5%。
艾思定進入國會之後，由於支持1977年自由黨－工黨協定，被視為自由黨的社會民主主義派系。他是反對美國在歐洲部署核巡航導彈的主要倡導者，並在1983年在倫敦海德公園舉行的核裁軍運動集會上表示反對美國在歐洲部署核巡航導彈是反核鬥爭的近期目標，亦指核巡航導彈是一種必須叫停的武器。
艾思定其後獲社會民主黨－自由黨聯盟先後任命為貿易及工業發言人和教育發言人，並曾在1984年反對皇家兵工廠私有化計劃、在1986年批評戴卓爾夫人政府允許美國使用英國軍事基地轟炸利比亞，以及在1987年反對剝奪政府通訊總部員工組織工會的權利。

### 自由民主黨黨魁
1988年，自由黨與社會民主黨合併為社會及自由民主黨（即後來的自由民主黨），艾思定獲選為兩黨合併後新政黨的黨魁，並在1989年1月開始擔任樞密院議員。
艾思定曾帶領自由民主黨出選1992年和1997年兩屆大選。在其帶領下，由於兩黨合併帶來的負面效應，自由民主黨在1992年失去2席。但在1997年大選，自由民主黨取得46席，是自1920年代以來的取得最多議席的一屆，但他們的得票率對比1992年為低。
1993年至1997年間，艾思定提倡自由民主黨與新工黨合作，並曾與時任工黨黨魁貝理雅商討組成聯合政府的可能性。兩黨自1993年約翰·史密斯仍為工黨黨魁時便開始談判，並一直至史密斯在1994年5月離世，貝理雅在同年夏天接任黨魁後仍然繼續。1997年大選後，雖然工黨取得多數議席而毋須組成聯合政府，但亦成立了由工黨和自由民主黨高層組成的「聯合內閣委員會」，以商討如何實行兩黨在憲制改革的共同優先事項。其後委員會的職能範圍亦擴至商討其他貝理雅和艾思定均認為兩黨能夠有合作空間的議題。聯合內閣委員會在查尔斯·肯尼迪接任自由民主黨黨魁後停止運作。
1999年1月20日，艾思定宣佈辭任自由民主黨黨魁，並在8月9日正式離任，由查理斯·甘迺迪接任。2000年，艾思定獲頒授大英帝國爵級司令勳章（KBE勳章），並在2001年7月10日獲冊封為哈姆登下諾頓的艾思定男爵，加入上議院。成為上議院議員後，他曾在2015年大選期間擔任自由民主黨選舉委員會主席，並曾在2016年英國去留歐盟公投通過後與其他公眾人物一同成立親歐進步主義跨政黨組織更聯合（More United）。

### 國際社會駐波黑高級代表
2002年5月27日，艾思定出任國際社會駐波黑高級代表。在任期間，他加強了波斯尼亞和黑塞哥維那（波黑）中央政府的結構，成立了名為國家調查和保護局的全國執法機構，並統一了波黑兩個種族的軍隊的指揮。他亦因此被部份評論員稱作「波斯尼亞總督」。

### 香港監察
2017年，艾思定與保守黨人權委員會副主席羅哲斯、前外交及聯邦事務大臣聶偉敬、上議院議員大衛·阿爾頓、工黨國會議員嘉芙蓮·韋斯特和御用大律師傑弗里·尼斯一同成立非政府組織香港監察，以監察及匯報香港的發展。艾思定在該組織成立典禮上表示，香港監察會在中華人民共和國違反《中英聯合聲明》時發聲，亦會向英國政府施壓要求更努力地辯論香港問題。
艾思定在2017年11月訪問香港，並與香港立法會議員、法律學者和政界人士見面。他在翌年1月15日發表報告，認為中華人民共和國政府會進一步違反《中英聯合聲明》，並指若香港的人權、基本自由、法治及高度自治的權利嚴重受損，英國國民（海外）便應該享有居留英國的權利。香港行政長官林鄭月娥回應艾思定的報告時則指香港監察的報告干預中華人民共和國和香港的內政，但香港監察主席羅哲斯表示報告並非干預中華人民共和國和香港的內政，而是《中英聯合聲明》給予英國的責任和義務。

### 逝世
艾思定在2018年10月確診膀胱癌。他在同年12月22日在布里斯托離世，享年77歲。

## 個人生活
艾思定在1962年娶簡·考特尼（Jane Courtenay）為妻，育有一子西門（Simon）和一女嘉芙蓮（Katherine），以及三名孫輩。1992年，艾思定被揭發在1987年與其秘書帕特里夏·霍華德有過一段長達5個月的婚外情，但艾思定仍獲得其妻子原諒。
除英語外，艾思定亦懂得馬來語、達雅族人所說的語言、現代標準漢語、德語、法語和波斯尼亞語。他是伊奧維城足球會的球迷，亦是國家自由俱樂部的會員，並擔任過國際和平管理委員會委員和漆咸樓主席。他曾分別在2006年和2015年獲頒授聖米迦勒及聖佐治爵級大十字勳章（GCMG勳章）和名譽勳位，並在2001年獲巴斯大學頒授榮譽法學博士學位。